# مرسی هات اسپرینگز (کالیفرنیا)
مرسی هات اسپرینگز (به انگلیسی: Mercey Hot Springs) یک منطقهٔ مسکونی در ایالات متحده آمریکا است که در شهرستان فرسنو، کالیفرنیا واقع شده‌است. مرسی هات اسپرینگز ۳۵۴ متر بالاتر از سطح دریا واقع شده‌است.